# Taz Skylar
Tarek Yassin Skylar (Tenerife, 5 de diciembre de 1995) es un actor hispano-británico. Es conocido por haber interpretado a Sanji, en la serie de Netflix One Piece (2023).

## Biografía y carrera
Skylar nació en la isla canaria de Tenerife, bajo el nombre de Tarek Yassin Skylar el 5 de diciembre de 1995. Su padre es Hassan Yassin, árabe de origen libanés nacido en Sierra Leona, y su madre es Gwen Skylar, inglesa nacida en Yorkshire. Posee nacionalidad española, y británica por ser Reino Unido el país de origen de su madre.
Trabajó creando tablas de surf desde los 15 años tras dejar la escuela secundaria. Intentó enlistarse como reservista en el Ejército británico en 2016, pero no superó las pruebas médicas tras un accidente de coche que le provocó una conmoción cerebral. Tuvo que esperar un año antes de poder volver a solicitar el ingreso en el ejército, por lo que comenzó a escribir y actuar.
Su carrera inició en el Reino Unido, donde comenzó a actuar en varios papeles pequeños. En 2015, apareció en los cortometrajes Venom y Beautiful. Luego interpretó a David en el cortometraje Trophy (2016) antes de aparecer como Caps en The Reserves de 2018 a 2019, que también escribió y produjo.
En 2018, Skylar debutó como director con el cortometraje Multi-Facial. Al año siguiente, debutó en el largometraje en The Kill Team, donde interpretó al sargento Dawes. Ese año, interpretó a Marty en Lie Low y a Betim en el cortometraje Final Gift. En 2020, interpretó a Jason en "Villain". En 2022, se unió al reparto de "Agatha Raisin", interpretando a Harry Beam en dos episodios de la serie. A continuación, el actor interpretó a Gin en The Deal (2022) y apareció como Walt en un episodio de The Lazarus Project (2022).
Su debut en una gran producción llega en 2021, cuando se confirma su participación en la serie One Piece, basada en el manga homónimo, en el papel de Sanji.

## Filmografía
- Venom (2015) como Víctima.
- Beautiful (2015) como Jasper.
- Trophy (2016) como David.
- The Reserves (2018-2019).
- Multi-Racial (2018) como Mike.
- Escuadrón de la muerte (2019) como Sargento Mikes.
- Lie Low (2019) como Marty.
- Final Gift (2019) como Betim.
- Villain (2020) como Jason.
- BBC New Creatives: Aisle 17 (2021) como Hombre.
- Boiling Point (2021) como Billy.
- Split Sole (2021).
- Agatha Raisin (2022) como Harry Beam.
- Dead Silent (2022) como Liam.
- The Deal (2022) como Gin.
- The Lazarus Project (2022) como Walt.
- One Piece (2023) como Sanji.[11][12]
- Boiling Point (serie 2023) como Billy.
- Gassed Up (TBA) como Dubz.